# 朱縉 (永樂進士)
朱縉（？—？），江西吉安永丰县人，明朝政治人物、進士出身。

## 生平
永樂四年，登進士二甲第一名。拜官翰林，同修永樂大典，书成录功，超授刑部福建司郎中，职修政理。